# Administration de la ville de Belgrade
1929–1941
L'administration de la ville de Belgrade (Uprava grada Beograda ou Управа града Београда) était une subdivision administrative du royaume de Yougoslavie entre 1929 et 1941. Son chef lieu était à Belgrade, l'actuelle capitale de la Serbie. Complètement entourée par la banovine du Danube, elle comptait notamment les villes de Zemun et de Pančevo.

## Histoire
Le royaume des Serbes, Croates et Slovènes a été formé en 1918, à la suite de la Première Guerre mondiale ; entre 1918 et 1922 il était divisé en comitats et en districts, puis entre 1922 et 1929, il fut subdivisé en oblasts ; avant 1929, le territoire de la future Administration de la ville de Belgrade était réparti entre l'oblast de Belgrade et l'oblast de Syrmie. En 1929, le nom du pays changea à l'initiative du roi Alexandre Ier et il devint le royaume de Yougoslavie ; le 3 octobre 1929 la loi d'organisation administrative du royaume fut promulguée et de nouvelles unités administratives furent créées, portant le nom de banovines ; l'ensemble du pays fut divisé en 9 de ces banovines, tandis que la région de Belgrade, la capitale, forma un district à part connu sous le nom d'Administration de la ville de Belgrade.
En 1941, après l'invasion de la Yougoslavie et son occupation par les puissances de l'Axe, le territoire de la capitale fut intégré dans les nouveaux districts de Belgrade et de Veliki Bečkerek ; une partie moins étendue, avec Zemun, fut rattachée au comitat de Vuka au sein de l'État indépendant de Croatie.